# Municipalité de Tamazula
Tamazula est une des 39 municipalités, de l'état de Durango au nord-ouest du Mexique. Le chef lieu est la ville de Tamazula de Victoria. Sa superficie est de 5188,1 km².
En 2010, la municipalité a une population totale de  26 368.
La municipalité a 865 localités, dont les pulus importantes sont (avec la population entre parentheses en 2010) : Tamazula de Victoria (2 337), classée urbaine et El Durazno (1 044) classée rurale.